# كارلوس ألفاريز نييتو
كارلوس ألفاريز نييتو (بالإسبانية: Carlos Álvarez Nieto)‏ هو لاعب كرة قدم إسباني، ولد في 24 يناير 1973 في مدريد في إسبانيا.

## وصلات خارجية
- كارلوس ألفاريز نييتو على موقع Paralympic.org (الإنجليزية)
- كارلوس ألفاريز نييتو على موقع اللجنة البارالمبية الإسبانية (الإسبانية)